# Ousmane N'Gom Camara
Ousmane N'Gom Camara (Conakry, 26 maggio 1975) è un ex calciatore guineano, di ruolo centrocampista.

## Carriera

### Club
Ha cominciato a giocare al Kaloum Star. Nel 1995 è passato al R.E. Mouscron. Nel 1997 si è trasferito al Waregem. Nel 1998 è stato acquistato dal Malines. Nel 2003 si è trasferito al Beringen-Heusden-Zolder. Nel 2004 è stato acquistato al Konyaspor. Nel 2005 è passato all'Ethnikos Asteras. Nel 2008 è stato acquistato dal Londerzeel. Nel 2013 si è trasferito al Kaloum Star, con cui ha concluso la propria carriera nel 2014.

### Nazionale
Ha debuttato in Nazionale nel 1993. Ha partecipato, con la Nazionale, alla Coppa d'Africa 1994, alla Coppa d'Africa 1998 e alla Coppa d'Africa 2004.

## Palmarès

### Club

#### Competizioni nazionali
- Guinée Championnat National: 3

Kaloum Star: 1993, 1995, 2013-2014